# ماکسیمیلیان درپ
بارون ماکسیمیلیان درپ (۱۹۳۶–۱۸۴۷م). سفیر و دیپلمات اهل بلژیک بود.

## درپ در ایران
موسیو بارون درپ وزیر مختار سفارت بلژیک در ایران بین سال‌های (۱۸۹۵–۱۸۹۰م) در دوران سلطنت ناصرالدین شاه. وی از طرف لئوبولد دوم، دومین پادشاه بلژیک به ایران اعزام شد.
در سال ۱۸۴۱م. زمان حکومت لئوپولد یکم، معاهدهٔ دوستی بین ایران و بلژیک به امضاء رسید. دو سال بعد این معاهده با افزودن بندهایی تجدید شد. در واقع اولین مروادات سیاسی و اقتصادی در این دوران آغاز شد. و در دوران لئوپولد دوم تداوم یافت. علاوه بر لکهٔ سیاهی که لئوپولد دوم از خود در کنگو برجا گذاشت، وی تلاش نمود که نفوذ خود را در آسیا و آفریقا گسترش دهد، اولین تماس‌های بین بلژیک و ایران نیز در استانبول، در دورهٔ امپراطوری عثمانی برقرار شد. بلژیک و ایران پس از افتتاح کنسولگری‌های خود در دو کشور (طبق معاهده دوم، هر کشور سه کنسولگری در کشور میزبان دایر کرد) به فرستادن سفیر اقدام نمودند.
بارون ماکسیمیلیان درپ سفیر یا وزیر مختار پادشاهی بلژیک در ایران بود. در دوران وی تجار بلژیکی قراردادهای متعددی در ایران به ثبت رساندند، از جملهٔ آن‌ها می‌توان به موارد زیر اشاره کرد
1. خط تراموا بین تهران و ری (شاه عبدالعظیم) معروف به ماشین دودی
2. سه مسیر کالسکه‌رانی در تهران
3. انعقاد قرارداد انحصاری تولید قند در ایران به مسیو ادوارد دنی (امتیازنامچه قند[۲])
4. و …

## پس از ایران
درپ بین سال‌های (۱۹۱۵–۱۸۹۶م) سفیر پادشاهی بلژیک در واتیکان بود.
در سال ۱۸۹۹م. به پیشنهاد سفیر بلژیک در پکن به کنگره ترویج ایمان پیوست. و خواستار اعظام یک روحانی مبلغ به مستعمره بلژیک در پکن شد.